# Usinage par abrasion
Pour un article plus général, voir Usinage.
L’usinage par abrasion ou meulage, est un procédé d'usinage qui consiste à enlever une partie de la matière au moyen d'outils constitués de particules coupantes agglomérées par un liant : chaque particule enlève un petit copeau quand l'une de ses arêtes se présente favorablement sur la pièce, généralement à grande vitesse ; le copeau est de très petite section, de l’ordre de 0,001 mm2 ; il n’est pas tranché mais gratté.
Le nombre de copeaux coupés simultanément est très grand, de 100 à 1 000.
L’usinage par abrasion utilise principalement des meules et des bandes abrasives.

## Histoire
L’usinage par abrasion a précédé historiquement l’usinage par coupe à l’outil. Il suffit de frotter l’un contre l’autre deux corps cristallins pour les désagréger ; naturellement c’est le plus dur qui triomphe du plus tendre.

### XIXesiècle
La technique de l’usinage par abrasion a 150 ans. La première meule fut fabriquée à Paris en 1843. Ensuite, William Durrschmidt a ouvert à Lyon en 1864 une petite usine pour fabriquer des briques réfractaires, des pierres d'aiguisages des faux, et quelques meules d'usinage par abrasion. La matière première est de l'émeri venu de Naxos, une île grecque de la mer Égée appartenant aux Cyclades, et l'usine utilisait des alliages d'oxychloride. Durrschmidt a aussi commencé à livrer des produits abrasifs en 1868 dans la société Washington Mills Abrasive Co, fondée la même année et également appelée Washington Mills Emery Manufacturing Company. C'est alors le seul producteur américain de meules d'usinage, visant les marchés agricoles et important de la matière première de Turquie. 

### XXesiècle
Les premières machines de précision munies d’outils abrasifs tournants datent d’environ 1900. Au tournant du siècle, la fabrication des meules au ciment magnésien est basée sur la grande puissance agglomérante de l'oxychlorure de magnésium, pour livrer des meules  beaucoup plus dures que les autres. Les acteurs de cette technologie sont la Compagnie Sainte-Kahn, Société des agglomérés magnésiens, et la Société Durrschmidt et Compagnie. Dès 1919, cette dernière emploie comme abrasif le corindon cristallisé naturel extrait à Madagascar et s'est assuré la concession exclusive, dans ce but, du gisement le plus important de l'île. Elle prend la forme d'une société anonyme constitué en septembre 1920, pour la fabrication des meules et abrasifs, et ayant son siège social à Lyon, rue de Montbrillant, pour devenir une des premières entreprises du secteur de la fabrication d'abrasifs (meules céramiques et bakélite), au XXe siècle. Paul-Joseph Escudier y travaille comme attaché à la Direction de Lyon.
Son principal concurrent est la Compagnie Generale des Meules-La Courneuve, filiale d'une société américaine de Worcester, en Nouvelle Angleterre, baptisée Norton, qui s'installe en 1918 à La Courneuve (Seine-Saint-Denis) pour y dupliquer son usine de Worcester, avec des constructions s'inspirant des récentes usines américaines d'abrasifs. Les plans de la nouvelle usine en France seront copiés par un grand client américain de Norton, la Springfield Grinding Company, plus tard renommée Max F Grinding Company, basée à Westfield, dans le Massachusetts, pour y construire sa propre usine et le secteur subit une récession sévère en 1929 qui contraint les sociétés à se moderniser.
Norton emploiera près de 1 000 personnes dans son usine française en 1965, qui a été bombardée par les alliés, comme d'autres de Seine-Saint-Denis pendant la Seconde Guerre mondiale.  Au cours de cette période, les deux sociétés concurrentes sur les abrasifs en France font partie de la trentaine de sites industriels visés par les Anglais, dont les patrons ont été poussés à saboter leur propre production en échange de moindre bombardements A Lyon, Antoine Rougier est devenu PDG des PDG des Etablissements Durrschmidt, dont il est l'un des principaux associés, après en avoir été, à la suite de son père, administrateur.  Le 8 décembre 1943, Antoine Rougier est arrêté et interné au Fort de Montluc tenu par les Allemands et les collaborateurs de la « Milice ». Son dossier mentionne une « affaire importante dont un comparse s'est enfui en Suisse ». 
Antoine Rougier était suspecté d'avoir organisé ou du moins avoir été complice des « attentats » ayant touché l'établissement industriel dont il avait la direction. Le directeur des établissements à Lyon, M. Escudier fut aussi arrêté. Mais il fut semble-t-il relâché faute d'éléments probants.  
Après-guerre, les Etablissements Durrschmidt connaissent un essor considérable dans la fabrication des meules synthétiques, mélanges d'abrasifs et de liant dont la composition et la structure doivent être très étudiées pour supporter de grandes vitesses. Dans les années 1950, c'est le plus important spécialiste de France avec les filiales de Norton et au milieu des années 1970, l'entreprise lyonnaise est considérée comme un des principaux producteurs européens de meules et abrasifs de haut de gamme. Au milieu des années 1980, les Établissements Durrschmidt à Lyon et Corbas sont parmi les plus importants de la région.

## Les abrasifs
Les abrasifs utilisés sont très durs, aussi peuvent-ils attaquer même les aciers trempés invulnérables aux outils de coupe ordinaires. Ils sont naturels (grès, émeri, diamant) ou artificiels (alumine cristallisée ou carbure de silicium cristallisé).

## L'agglomérant
Pour constituer une meule, les particules abrasives de grosseur déterminée doivent être liées entre elles par un agglomérant. 
La répartition des particules abrasives doit être régulière, de telle manière que la meule présente la plus grande homogénéité possible. Cette condition d’homogénéité est très importante.
L’agglomérant retient chaque particule de matière abrasive qui se trouve ainsi sertie dans la matière. 
L’agglomérant n’exerce aucune action abrasive, mais c’est de sa nature que dépend la résistance de la meule au travail, aux chocs et à tout effort de rupture.
L'agglomérant peut être de différentes natures : argile, céramique, caoutchouc, résines synthétiques ou laques.

## Conception d'une meule
Les meules sont réalisées par moulage, généralement sous pression, à l'état humide.
Après séchage, elles sont taillées approximativement sur un tour de potier, puis placées dans des fours à haute température, afin de vitrifier les substances céramiques. Cette opération est assez longue : au moins plusieurs jours et jusqu'à 2 semaines.
Après refroidissement, les meules sont amenées à leurs cotes définitives.

## L’intérêt de l’usinage par abrasion

### Usinage de pièces très dures
La dureté de l’abrasif et son indifférence à la chaleur permettent d’usiner des pièces métalliques de n’importe quelle dureté (pièces ayant subi l’effet de trempe, outils en carbure,...)

### Enlèvement de très faibles passes
Il est possible de finir des surfaces avec précision par abrasion grâce à la finesse du copeau coupé. Les états de surface s’en trouvent améliorés. Ainsi l’abrasion conduit à la haute qualité mécanique. On peut couramment respecter sur les machines à rectifier des tolérances de 2 microns, soit 10 fois plus petites que celles observées sur les machines à outils coupants métalliques.

## Techniques d'abrasion mécanique
Les principales techniques d'abrasion mécanique sont :
- La rectification et rectification grande vitesse
- Le rodage et la superfinition par le procédé de pierrage
- L'affûtage
- Le tronçonnage
- Le polissage
- L'ébavurage
- L'usinage ultrasonique (USM)
- Jet d'eau avec abrasif